# The Other Side of the Moon
The Other Side of the Moon è un album raccolta dei The Cardigans, che comprende numerosi Lati B e diverse rarità, mai pubblicate prima su disco.

## Tracce
1. "War (First Try)" (Nina Persson, Peter Svensson) – 4:09 [previously unreleased]
2. "I Figured Out" (Magnus Sveningsson, Svensson) – 2:05 [from the single "Black Letter Day"]
3. "Plain Parade" (Sveningsson, Svensson) – 3:31 [from the single "Sick And Tired"]
4. "Laika" (Svensson) – 1:20 [from the single "Sick And Tired"]
5. "Pooh Song" (Alfhein, Lagerberg, Persson, Sveningsson, Svensson) – 3:15 [from the single "Sick and Tired"]
6. "Mr. Crowley" (Ozzy Osbourne) – 2:35 [from the single "Carnival"]
7. "Emmerdale" (Svensson) – 2:25 [from the single "Carnival"]
8. "The Boys Are Back in Town" (Phil Lynott) – 4:04 [from the single "Hey! Get Out of My Way"]
9. "Carnival (Puck Version)" (Persson, Sveningsson, Svensson) – 2:52 [from the single "Hey! Get Out of My Way"]
10. "Nasty Sunny Beam" (Persson, Svensson) - 2:54 [from the single "Lovefool"]
11. "Iron Man (First Try)" (Geezer Butler, Tony Iommi, Osbourne, Bill Ward) – 3:39 [from the single "Lovefool"]
12. "Blah Blah Blah" (Persson, Svensson) – 3:00 [from the single "Been It"]
13. "Losers (First Try)" (Persson, Svensson) - 3:16 [from the single "Been It"]
14. "Country Hell" (Sveningsson, Svensson) - 2:47 [from the single "Your New Cuckoo"]
15. "After All" (Sveningsson, Svensson) - 2:37 [from the single "Rise and Shine"]
16. "Cocktail Party Bloody Cocktail Party" (Svensson) - 15:47 (medley dei brani di Life)